# Subaru (revista)
Subaru (スバル) fue una revista literaria publicada mensualmente en Japón entre enero de 1909 y diciembre de 1913. El nombre de la editorial era Subaru (昴), escrita en kanji en oposición al título de la revista escrito en katakana.
Subaru fue el sucesor espiritual de la revista Myōjō, más conocida y de más larga trayectoria. Se centraba principalmente en la publicación de poesía y fue conocida por su defensa a la tendencia por el romanticismo en la literatura japonesa del último período de Meiji (1868 - 1912). Costaba 30 sen (0.3 yenes) y sólo se publicaron 60 números.

## Visión general
En 1909, después de que Myōjō dejara de publicarse, Mori Ōgai y algunos otros destacados escritores de Myōjō incluyendo a Tekkan Yosano y Akiko Yosano se unieron para publicar una nueva revista que se convertiría en Subaru Ishikawa Takuboku sirvió inicialmente como editor. La revista se destacó por la publicación de obras de Ishikawa, Mokutaro Kinoshita, Kōtarō Takamura, Yoshii Isamu (1886 - 1960), y Hakushū Kitahara (este último, que abandonó Myōjō en enero de 1908, fue uno de los factores que contribuyeron a su salida de impresión). Los escritos antinaturalistas y los románticos fueron los más prominentes, y los escritores conocidos por haber publicado sus trabajos en Subaru fueron conocidos como Subaru-istas (スバル派 Subaru-ha).
Entre los trabajos que Mori Ōgai publicó en la revista se encontraban Los gansos salvajes, Vita Sexualis, y Seinen. Yoshii publicó por primera vez Sake hogai y Gogo san-ji en la revista. La edición completa de Subaru fue reimpresa en facsímil en 1965 por la editorial Rinsen Shoten.